# الخاندرو وارلا
الخاندرو وارلا (انگلیسی: Alejandro Varela؛ زادهٔ ۵ اکتبر ۱۹۷۳) بازیکن فوتبال اهل اسپانیا است.